# Луцій Юлій Цезар Віпсаніан
Луцій Юлій Цезар Віпсаніан (17 рік до н. е. — 2 рік н. е.) — політичний і державний діяч ранньої Римської імперії, легат 2 року.

## Життєпис
Походив з династії Юліїв-Клавдіїв. Син Марка Віпсанія Агріппи, консула 37 року до н. е., та Юлії Старшої, доньки імператора Октавіана Августа.
Незабаром після народження був усиновлений своїм дідом Октавіаном Августом. У 3 році до н. е. заздалегідь був обраний консулом на 4 рік н. е., його було також оголошено принцепсом молоді. Водночас Луцій отримав право відвідувати сенат. У 2 році до н. е. одягнув чоловічу тогу. Спільно з братом Гаєм взяв участь у освяченні храму Марса Месника й влаштував циркові ігри, тоді ж був заручений з Емілією Лепідою.
У 2 році н. е. отримав звання легата та його призначено намісником Іспанії, проте на шляху туди захворів й помер у Массілії у жовтні цього ж року. Луція було поховано у мавзолеї Августа.